# Torben Hage
Torben Hage (3. maj 1880 på Oremandsgård – 23. marts 1961) var en dansk officer og kammerherre.
Han var søn af kammerherre, hofjægermester Alfred Hage og hustru Emily født Schack-Brockdorff, var elev ved Herlufsholms lærde skole, blev sekondløjtnant 1900, premierløjtnant 1902, kaptajn 1915 og fik afsked 1932. Hage blev oberstløjtnant i forstærkningen samme år, forrettede frivillig tjeneste i Fremmedlegionen 1912-13, var udsendt af Udenrigsministeriet til Paris for at oprette og lede Dansk Røde Kors' krigsfangeafdeling i Frankrig 1918-20 og var periodevis til tjeneste ved 16. jægerbataljon i Metz 1920-22.
Hage var præsident i De danske Garderforeningers præsidium 1934-55 (vicepræsident 1925-34), medlem af bestyrelsen for Det gensidige Forsikringsselskab Danmark og for Forsikrings-Akts. Norden. Han var Kommandør af Dannebrogordenen, Dannebrogsmand, bar Hæderstegnet for god tjeneste ved Hæren, Dansk Røde Kors' Mindetegn for Krigsfangehjælp 1914-19 og Dansk Røde Kors' Mindetegn for Krigs-Hjælpearbejde 1939-45 og en lang række udenlandske ordener.
Hage blev gift 17. marts 1914 med Magna Elisabeth Kauffmann (8. november 1891 i København - 19??), datter af oberst, kammerherre Axel Kauffmann og hustru Fernanda født Holmblad.